# Valerius (band)
Valerius is een Nederlandse band uit Amsterdam, onder andere bestaande uit de broers Jesse en Kay Nambiar en Seppl Kretz. Jelte Tuinstra, die later een solocarrière startte onder de naam Jett Rebel maakte lange tijd deel uit van de band. De band dankt haar naam aan het Valeriusplein in Amsterdam.
In 2007 was Valerius al eens Serious Talent geweest bij 3FM met het nummer "Luck" en werd de band door TMF benoemd tot Kweekvijver Act. In dat jaar trad de band onder meer op tijdens Serious Request en bij TMF. In februari 2009 bracht de band de eerste officiële single uit: "She doesn't know". De band werd voor de tweede maal Serious Talent en stond in het voorprogramma van onder andere Boris, VanVelzen, Lifehouse, Jonas Brothers en Kane. Daarnaast scoorden zij in 2011 met het nummer 'She doesn't know' een nummer 1-hit in Indonesië en toerden zij verschillende malen door Azië.

## Bandleden

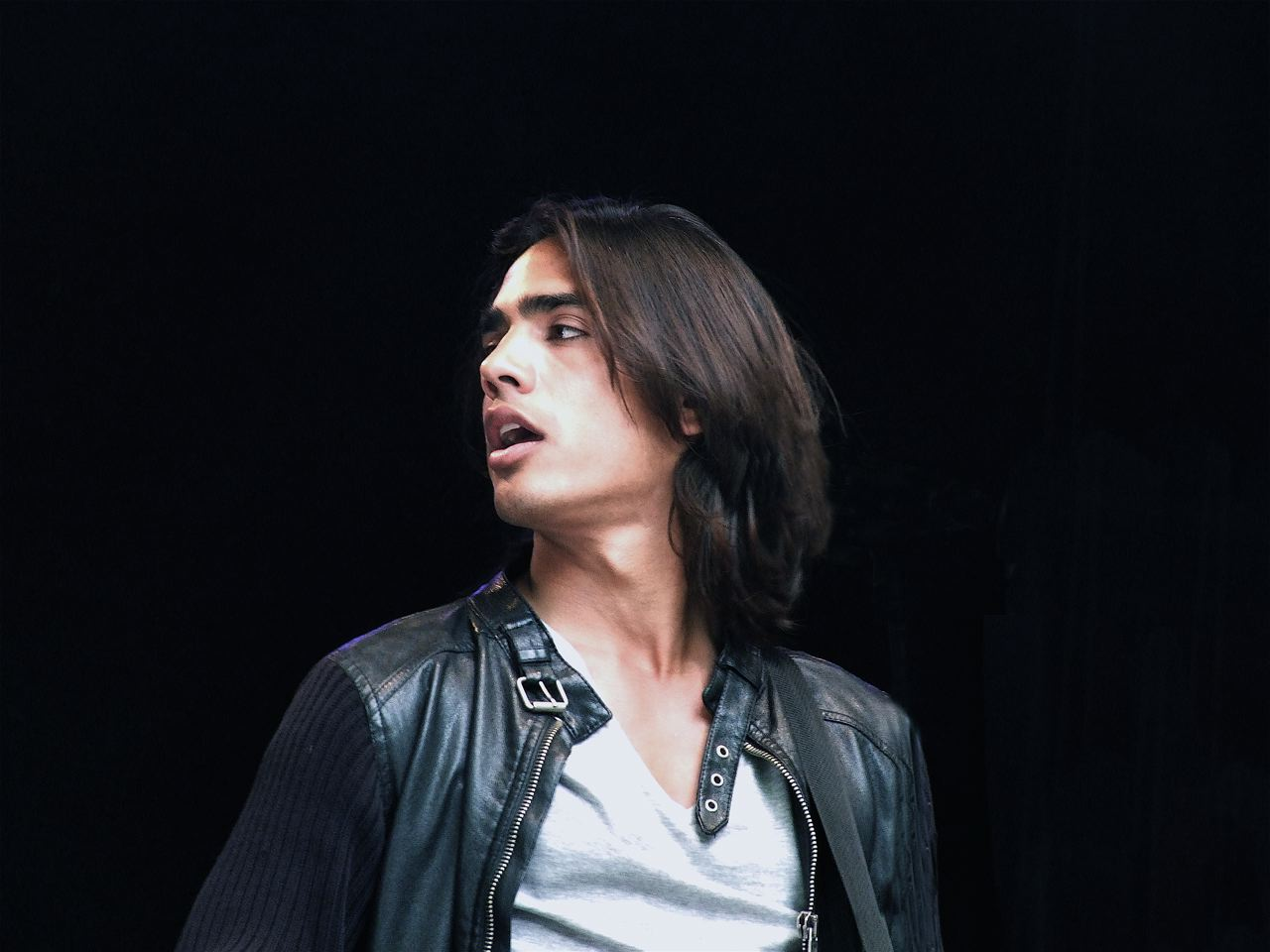
Jesse Nambiar

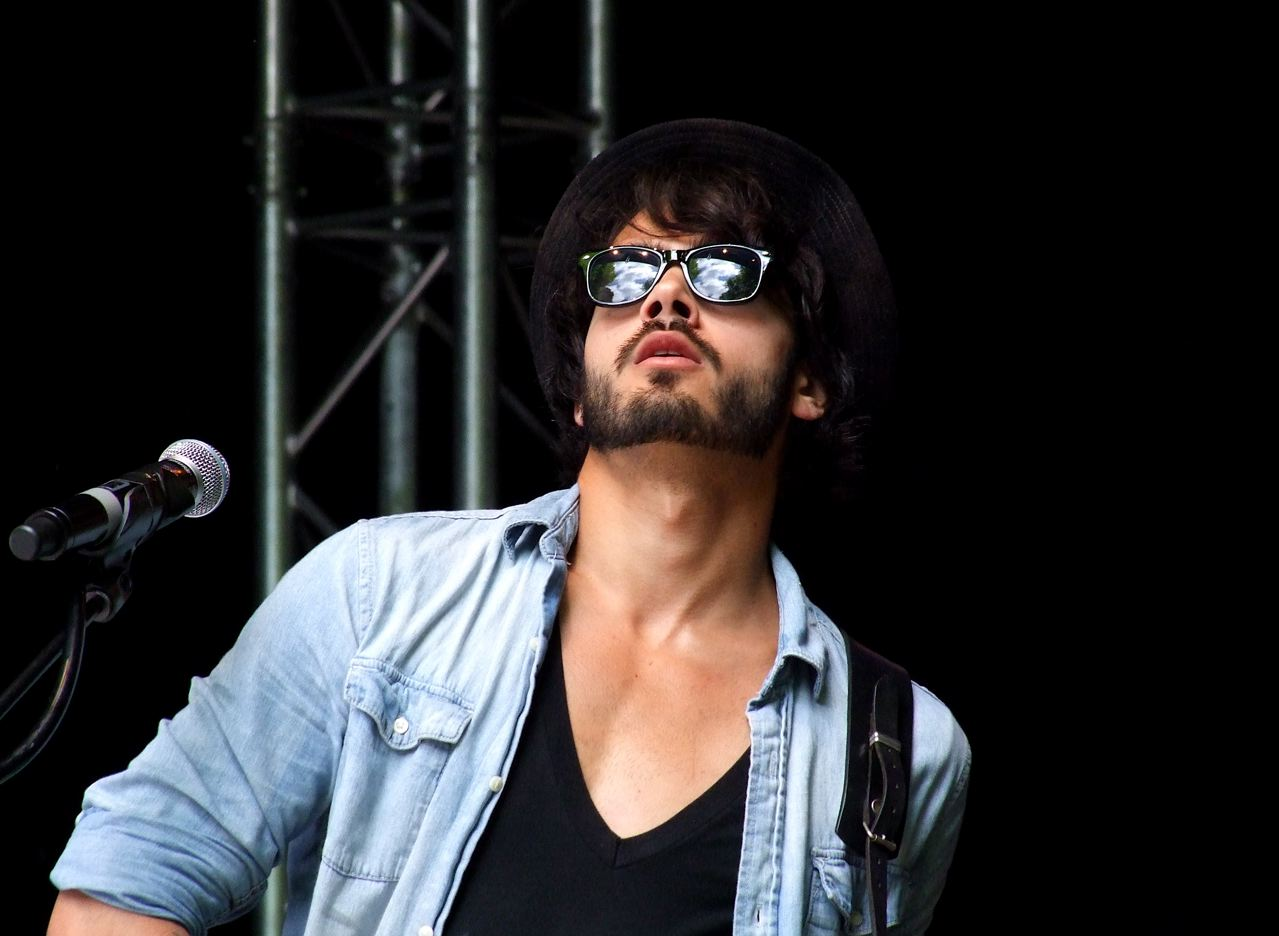
Kay Nambiar

- Jesse Nambiar (zang/gitaar)
- Kay Nambiar (zang/gitaar)
- Seppl Kretz (keyboard/zang)

## Discografie

### Albums
| Album met eventuele hitnotering(en) in de Nederlandse Album Top 100 | Datum van verschijnen | Datum van binnenkomst | Hoogste positie | Aantal weken | Opmerkingen |
| ------------------------------------------------------------------- | --------------------- | --------------------- | --------------- | ------------ | ----------- |
| Valerius                                                            | 26-03-2010            | 03-04-2010            | 36              | 4            |             |
| Marilyn White                                                       | 31-05-2013            | 23-11-2013            | 71              | 2            |             |

### Singles
| Single met eventuele hitnotering(en) in de Nederlandse Top 40 | Datum van verschijnen | Datum van binnenkomst | Hoogste positie | Aantal weken | Opmerkingen                 |
| ------------------------------------------------------------- | --------------------- | --------------------- | --------------- | ------------ | --------------------------- |
| She Doesn't Know                                              | 2009                  | 25-04-2009            | 14              | 8            | Nr. 10 in de Single Top 100 |
| Whenever                                                      | 2009                  | 12-09-2009            | tip2            | -            | Nr. 85 in de Single Top 100 |
| Green Light                                                   | 2010                  | 27-02-2010            | tip6            | -            | Nr. 78 in de Single Top 100 |
| Show Is Done                                                  | 2010                  | 05-06-2010            | tip9            | -            |                             |